# Xenylla bismarckensis
Xenylla bismarckensis är en urinsektsart som beskrevs av da Gama 1969. Xenylla bismarckensis ingår i släktet Xenylla och familjen Hypogastruridae. Inga underarter finns listade i Catalogue of Life.